# Astronaut (musikalbum av Salem Al Fakir)
Astronaut är Salem Al Fakirs andra album, utgivet den 18 mars 2009 på EMI. På albumet återfinns singlarna Astronaut och den lite rockigare låten Roxy. Albumet fick överlag positiv kritik i Sverige med ett medelbetyg på 3,4/5 av webbplatsen Kritiker.se.

## Låtlista
Alla låtar skrivna av Salem Al Fakir.
1. "Cold Shower" - 3:37
2. "Astronaut" - 3:09
3. "Now's The Time" - 3:28
4. "It's Only You (Part II)" - 3:30
5. "Roxy" - 4:04
6. "Bluest Eyes" - 3:42
7. "Twelve Fingers" - 3:37
8. "Purple Lady" - 3:14
9. "Mirror" - 3:32
10. "One of the Others" 3:57
11. "Black Sun Black Moon (Demo)" - 3:04